# Plan-Annan
Het Plan-Annan was een plan uit 2004 voor de hereniging van Cyprus en de vorming van een nieuwe staat. Kofi Annan, de toenmalige secretaris-generaal van de Verenigde Naties, legde het plan na ruim twee jaar onderhandelen op 24 april 2004 voor aan de Turks-Cypriotische en de Grieks-Cypriotische bevolking van Cyprus. De Turkse bevolking stemde voor het plan, maar de Griekse bevolking was tegen. Omdat een voorwaarde was dat beide kampen voor moesten stemmen trad het plan niet in werking.

## Inhoud van het plan

Voorgestelde vlag voor de nieuwe staat

Het Plan-Annan heeft vijf versies ondergaan, voordat uiteindelijk de definitieve versie ter stemming aan de bevolking van Cyprus werd voorgelegd. In de vijfde versie van het plan-Annan werd de vestiging voorgesteld van een verenigd Cyprus, dat het hele eiland beslaat, met uitzondering van de Britse legerbasissen. Het land zou bestaan uit een confederatie van twee deelstaten, namelijk een Grieks-Cypriotische en een Turks-Cypriotische staat. Deze zouden samengevoegd worden in een federale overheid met zo min mogelijk bevoegdheden.
De federale overheid zou geleid worden door een Presidentiële Raad, bestaande uit zes leden met stembevoegdheid, waarvan er vier een Grieks-Cypriotische en twee een Turks-Cypriotische achtergrond zouden hebben. Optioneel zouden aan de Raad drie extra leden kunnen worden toegevoegd, in de verhouding van twee met een Grieks-Cypriotisch achtergrond en een met een Turks-Cypriotisch achtergrond. De president en vice-president zouden elke twintig maanden gekozen worden uit de leden van de Raad. De Raad zou een zittingstermijn krijgen van vijf jaar.
De nieuwe staat zou een tweekamerstelsel krijgen, bestaande uit een Senaat en een Huis van Afgevaardigden. De Senaat zou bestaan uit 48 leden, evenredig afkomstig uit beide gemeenschappen. Ook het Huis van Afgevaardigden zou bestaan uit 48 leden. Deze zouden evenredig gekozen worden op basis van absolute inwonersaantallen, waarbij de kleinste gemeenschap nooit minder dan twaalf leden zou hebben.
Ook bevatte het Plan-Annan een voorstel voor een federale grondwet, een aantal federale wetten, een voorstel voor een vlag en een nationaal volkslied. Daarnaast zou er een verzoeningscommissie worden gevormd, met als doel beide gemeenschappen dichter bij elkaar te brengen. Er werd een beperking gesteld aan het recht op terugkeer van vluchtelingen van beide kanten. Het werd aan zowel Griekenland als Turkije toegestaan op permanent militairen op het eiland te legeren. Deze zouden wel gebonden zijn aan bepaalde restricties, bijvoorbeeld aangaande de omvang van de legermacht.

## Onderhandelingen

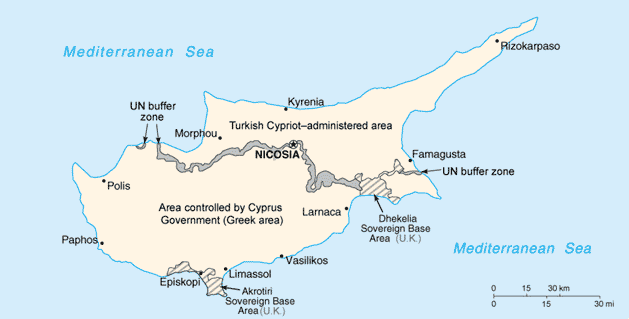
Het verdeelde Cyprus

In januari 2002 begonnen de onderhandelingen onder direct toezicht van Kofi Annan. Deze onderhandelingen werden gevoerd door de (Griekse) president van Cyprus Glafkos Klerides en Rauf Denktaş, leider van de Turks-Cyprioten. In november 2002 presenteerde Annan een nieuw voorstel. In aanloop naar een top van de Europese Unie in december 2002 in Kopenhagen werd extra druk op beide kampen uitgeoefend om tot een akkoord te komen. Dit was vooral met het oog op de beslissing over de toelating van Cyprus tot de Europese Unie. Beide kampen gingen echter niet akkoord. Wel kreeg Cyprus op 16 december 2002 de uitnodiging om toe te treden tot de Europese Unie. In februari 2003 presenteerde Annan een derde voorstel, bedoeld om in een referendum voor te stellen aan beide bevolkingsgroepen. Op 10 maart 2003 mislukten onderhandelingen daarover in Den Haag. Inmiddels was ook Tassos Papadopoulos aangetreden als de vijfde president van Cyprus en opvolger van Klerides.
Een vierde onderhandelingsronde vond op initiatief van Annan plaats in februari 2003. Ook deze onderhandelingen mislukten. Denktaş weigerde daarna nog langer te onderhandelen en stuurde zijn premier Mehmet Ali Talat en zijn zoon Serdar Denktaş naar een volgende onderhandelingsronde in Bórgenstock. Deze vond plaats op 24 maart 2004. Ook deze onderhandelingen mislukten. Daarom stapte Annan in als arbiter en presenteerde op 31 maart een definitief voorstel. Dit werd direct verworpen door Rauf Denktaş en een week later door Papadopoulos. Talat liet echter weten het plan wel te steunen.

## Referendum
Het referendum vond plaats op 24 april 2004. De Turks-Cypriotische bevolking sprak zich in ruime mate uit voor het plan, terwijl de Grieks-Cypriotische meerderheid zich juist in ruime mate uitsprak tegen het plan.
| Gemeenschap      | Ja     | Nee    | Opkomst |
| ---------------- | ------ | ------ | ------- |
| Grieks Cyprioten | 24.17% | 75.83% | 88%     |
| Turks Cyprioten  | 64.90% | 35.09% | 87%     |

Het plan trad niet in werking, omdat een voorwaarde was dat beide gemeenschappen akkoord moesten gaan. De Europese Unie liet in een reactie weten dat het noordelijk deel van Cyprus, het Turks-Cypriotische deel, niet beschouwd werd als onderdeel van de Europese Unie, omdat ze niet vielen onder de directe controle van de regering van de Republiek Cyprus. Daardoor vallen zij niet onder de (fiscale) wetgeving van de Europese Unie. Dit besluit had geen gevolgen voor Turks-Cypriotische inwoners van Cyprus, omdat zij beschouwd werden als inwoners van de Republiek Cyprus.
De belangrijkste reden voor de Grieks-Cypriotische bevolking om tegen te stemmen was dat het plan-Annan in hun ogen onevenwichtig was en vooral in het voordeel van de Turkse bevolking zou uitwerken. Die opvatting was onder andere gebaseerd op het feit dat in de Senaat de Turkse bevolking van Cyprus evenveel zetels zou krijgen als de Grieks-Cyprioten, terwijl dezen in aantal een minderheid vormden. Ook was er nauwelijks ruimte voor recht op terugkeer of herstelbetalingen van en voor Grieks-Cyprioten die uit het noorden waren gevlucht. Verder vond de Grieks-Cypriotische bevolking dat er te weinig bescherming werd geboden voor degenen die nog steeds in het noordelijke, Turks-Cypriotische deel woonden. Veel mensen hadden ook moeite met het voorgestelde tijdelijke verbod op de invoer van wapens voor Grieks-Cyprioten, dat zou gelden totdat de Turks-Cypriotische bevolking zelfstandig genoeg was om zichzelf te beschermen.
De Nee-stem werd vooral sterk verwoord door Papadopoulos. Ook Cyprus' grootste politieke partij AKEL besloot twee dagen voor het referendum om het plan-Annan niet te steunen. De Griekse premier Kostas Karamanlis stelde zich neutraal op tegenover het voorstel en de Griekse oppositieleider George Papandreou was voor het plan.
Aan Turks-Cypriotische zijde was er ook enige terughoudendheid en werd het plan als pro-Grieks gezien. Desondanks stemden veel Turks-Cyprioten vóór, met als belangrijkste reden dat ze afwilden van de internationaal geïsoleerde positie van de Turks-Cyprioten. Bij aanvaarding van het plan hoopten zij deel te gaan uitmaken van de Europese Unie en zo mee te kunnen genieten van de economische voordelen van het lidmaatschap.
De Turks-Cypriotische president Denktaş was een fel tegenstander van het plan, terwijl premier Talat juist een voorstander was. Ook de Turkse premier Tayyip Erdoğan sprak zich uit voor het plan. Hij hoopte hiermee een van de drempels weg te nemen die in de weg stonden van een Turks lidmaatschap van de Europese Unie.

## Reacties op afwijzing
Uit de internationale reacties op de afwijzing van het plan bleek vooral teleurstelling. Volgens Annan was “een unieke en historische kans om de problemen op Cyprus op te lossen mislukt”. De Turkse premier Erdoğan zei dat hij geloofde dat met het referendum de internationale isolatie van Turks-Cyprioten zou opgeheven worden omdat ze voor hadden gestemd.
Denktaş constateerde dat zijn campagne succesvol was geweest, omdat het plan was afgewezen. Hij negeerde oproepen om af te treden, maar kondigde wel aan zich niet herkiesbaar te stellen in 2005. Papadopoulos stelde dat de Grieks-Cypriotische bevolking alleen het plan-Annan had afgekeurd en niet het willen beëindigen van het conflict.